# Arctowski Nunatak
Arctowski Nunatak är en nunatak i Antarktis. Den ligger i Västantarktis. Argentina, Chile och Storbritannien gör anspråk på området. Toppen på Arctowski Nunatak är 16 meter över havet.
Terrängen runt Arctowski Nunatak är huvudsakligen platt, men norrut är den kuperad. Trakten är obefolkad. Det finns inga samhällen i närheten.